# Днепровский, Николай Иванович (астроном)
Николай Иванович Днепровский (1 [13] ноября 1887 — 4 февраля 1944) — советский астроном.

## Биография
Родился в поселке при станции Ярцево (ныне город) Смоленской губернии. Учился в Смоленском Александровском реальном училище, а затем на физико-математическом факультете Московского университета, который окончил в 1910 году и был оставлен при кафедре астрономии для подготовки к профессорскому званию. С 1912 — сверхштатный ассистент обсерватории Московского университета. В 1914—1915 — на военной службе, участник первой мировой войны. В 1915—1936 работал в Пулковской обсерватории (с 1932 — заместитель директора по научной части). Одновременно с 1920 работал в Ленинградском астрономо-геодезическом институте, в дальнейшем вошедшем в состав Астрономического института. В 1919 организовал в Пулковской обсерватории Радиотехническую службу времени, обеспечившую с 1921 регулярную передачу сигналов точного времени для всей страны. С 1924 — секретарь Междуведомственного комитета Службы времени при Пулковской обсерватории, с 1925 — заведующий его техническим бюро. В 1936 по сфабрикованому НКВД так называемому «Пулковскому делу» был арестован и Выездной сессией Военной Коллегии Верховного Суда СССР в закрытом судебном заседании в Ленинграде 25 мая 1937 года приговорен к 10 годам тюремного заключения.
Отбывал срок в Вологодской тюрьме. Тройкой УНКВД Вологодской обл. 17 января 1938 г. приговорен к высшей мере наказания. Расстрелян в г. Вологда. Ряд источников[какие?] указывает в качестве даты его смерти 4 февраля 1944 года. Реабилитирован в 1957.
Основные труды в области фундаментальной астрометрии. В Пулковской обсерватории определял склонения звезд из наблюдений на вертикальном круге Струве — Эртеля, по материалам этих наблюдений создал три оригинальных абсолютных каталога и один сводный каталог. На основе детальных исследований павильонной рефракции пришёл к выводу о целесообразности переноса вертикального круга на другое место и в 1928 организовал перенос этого инструмента в новый павильон. Опубликовал ряд исследований, способствовавших улучшению Пулковских таблиц рефракции, и подготовил их третье издание (1930). В 1932 на астрометрической конференции в Пулкове совместно с Б. П. Герасимовичем выступил с докладом «Звездная астрономия и фундаментальные системы положений звезд», оказавшим большое влияние на дальнейшее развитие астрометрии в СССР. В докладе была высказана идея создания новой независимой системы координат, которая была бы реализована звездным каталогом, основанным на наблюдениях только слабых звезд (КСЗ), собственные движения которых определялись бы относительно далеких галактик. В дальнейшем уделил много внимания организационным вопросам этой работы, широко развернувшейся в обсерваториях СССР в послевоенные годы под руководством М. С. Зверева, а затем и в некоторых зарубежных обсерваториях. Одновременно с астрономом Николаевской обсерватории Б. К. Залесским высказал идею о целесообразности постановки наблюдений склонений звёзд на одном и том же инструменте из двух обсерваторий в Северном и Южном полушариях, симметрично расположенных относительно экватора. Эта идея была затем реализована в работах Мюнхенской обсерватории и отражена в работах (1963—1966) Чилийской экспедиции Пулковской обсерватории на фотографическом вертикальном круге, а также в дальнейших планах наблюдений на этом инструменте.
Н. И. Днепровский совместно с А. П. Константиновым и П. А. Азбукиным (1882—1970) организовал в стране радиотехническую службу времени. С 1 декабря 1920 года Пулковская обсерватория приступила к передачам ритмического сигнала через Петроградскую радиостанцию «Новая Голландия», а с 25 мая 1921 года — через Московскую Октябрьскую радиостанцию на Ходынке.